# Заводской сельский совет (Харьковская область)
Заводско́й  либо Заво́дский се́льский сове́т — входит в состав Изюмского района Харьковской области Украины.
Административный центр сельского совета находится в селе Заводы.

## Населённые пункты совета
- село Заво́ды
- село Андре́евка
- село Петропо́лье
- село Придоне́цкое
- село Спевако́вка (до 2016 Красный[3] (Червоный) Шахтёр)
- село Ру́днево - между 1967 и 1976[4] вышло из состава сельсовета.
- хутор Сре́дний - между 1967 и 1976[4] присоединён к селу Заводы.